# Avinguda d'Agramunt
L'Avinguda d'Agramunt és una obra de Cervera (Segarra) protegida com a Bé Cultural d'Interès Local.

## Descripció
L'avinguda d'Agramunt està situada al nord del municipi, en una via que forma part de la carretera L-303 dominada per edificis de magatzems d'estructura senzilla. Es tracta d'un seguit de construccions amb característiques similars, de distribució de no més de tres nivells, i que segueixen les línies generals d'un corrent modernista de marcat caràcter rural que denota la pròpia especificitat social i econòmica de la ciutat. Aquestes construccions sorgeixen durant el creixement urbà de la ciutat de Cervera, a inicis del segle xx.

## Història
Durant el primer terç del segle XX la xarxa de carreteres comarcals, que des de mitjan segle xix s'estava construint, es millora i s'amplia, en algun cas sota l'impuls de la Mancomunitat i d'altres administracions.